# The Sensual World
The Sensual World är det sjätte studioalbumet av den brittiska sångaren Kate Bush. Albumet lanserades 1989 på skivbolaget EMI. Titelspåret liksom "This Woman's Work" och "Love and Anger" släpptes som singlar från albumet. Ett stort antal musiker medverkar utöver Bush på skivan, av dessa kan nämnas David Gilmour som spelar gitarr på låtarna "Love and Anger" och "Rocket's Tail".

## Låtlista
1. "The Sensual World" - 3:57
2. "Love and Anger" - 4:42
3. "The Fog" - 5:04
4. "Reaching Out" - 3:11
5. "Heads We're Dancing" - 5:17
6. "Deeper Understanding" - 4:46
7. "Between a Man and a Woman" - 3:29
8. "Never Be Mine" - 3:43
9. "Rocket's Tail" - 4:06
10. "This Woman's Work" - 3:32

## Listplaceringar
| Lista (1989)   | Position               |
| -------------- | ---------------------- |
| Australien     | 30                     |
| Finland        | 3                      |
| Frankrike      | 38                     |
| Japan          | 18 (Oricon)            |
| Kanada         | 14 (RPM)               |
| Nederländerna  | 16                     |
| Norge          | 7 (VG-lista)           |
| Nya Zeeland    | 27                     |
| Schweiz        | 11                     |
| Storbritannien | 2 (UK Albums Chart)    |
| Sverige        | 17 (Sverigetopplistan) |
| USA            | 43 (Billboard 200)     |
| Västtyskland   | 10                     |